# Абрамова, Анна Васильевна
Анна Васильевна Абрамова (14 ноября 1927, село Битюг-Матрёновка, Воронежская губерния — 22 ноября 1993, село Битюг-Матрёновка, Воронежская область) — передовик сельскохозяйственного производства, доярка. Герой Социалистического Труда (1971).

## Биография
Родилась 14 ноября 1927 года в крестьянской семье в селе Битюг-Матрёновка Усманского уезда Воронежской губернии. Окончила неполную среднюю школу в родном селе. Во время Великой Отечественной войны находилась в Крыму. После возвращения на родину в 1948 году устроилась на работу дояркой в колхоз «Красноармейский» Эртильского района. Во время 8-й пятилетки (1966—1970) получила в среднем по 2563 кг молока от каждой коровы вместо запланированных 2290 кг.
В 1970 году получила 3820 кг молока вместо плана в 3317 килограммов. За выдающиеся достижения в трудовой деятельности удостоена в 1971 году звания Героя Социалистического Труда.
Проработала в родном колхозе 34 года.
После выхода на пенсию в 1982 году проживала в родном селе до своей кончины в 1993 году. Похоронена в городе Эртиль.

## Награды
- Герой Социалистического Труда — указом Президиума Верховного Совета СССР от 8 апреля 1971 года
- Также была награждена орденом Октябрьской Революции и медалями.